# 弗伯斯2號
弗伯斯2號（Phobos 2、俄語：Фобос 2）是俄羅斯太空研究機構（Russian Space Research Institute）的火星探測衛星，屬於弗伯斯計畫的一部份，主要任務是研究火星與2個衛星，於1988年升空。這次計畫除了蘇聯之外，還與其他14個國家合作，其中包括美國在內。

## 任務
弗伯斯計畫包括弗伯斯1號與弗伯斯2號，皆在1988年發射。不過弗伯斯1號在前往火星途中失去聯繫，而弗伯斯2號雖然順利進入火星軌道，不過在火衛一弗伯斯附近與地球通信中斷。

## 外部連結
- High quality processed images from the Phobos 2 mission
- Phobos mission images from the Space Research Institute (IKI) （页面存档备份，存于）